# Клаудія Порвік
Клаудія Порвік (нім. Claudia Porwik, нар. 14 листопада 1968) — колишня німецька професійна тенісистка.
Досягла півфіналу Відкритого чемпіонату Австралії 1988 року і півфіналу 1990 року. Перемагала таких тенісисток як Габріела Сабатіні і Кончіта Мартінес.
Здобула шість парних титулів туру WTA.
Найвищу одиночну позицію світового рейтингу — 29 місце досягла 2 квітня 1990, парну — 24 місце — 2 квітня 1990 року.
В Кубку Федерації рахунок перемог-поразок становить 2–0.
Завершила кар'єру 1997 року.

## Фінали Туру WTA

### Одиночний розряд 1
| Легенда           |   |
| Grand Slam        | 0 |
| WTA Championships | 0 |
| Tier I            | 0 |
| Tier II           | 0 |
| Tier III          | 0 |
| Tier IV & V       | 0 |

| Результат | Ранг | Дата           | Турнір | Покриття | Опонент    | Рахунок  |
| --------- | ---- | -------------- | ------ | -------- | ---------- | -------- |
| Поразка   | 1.   | 26 квітня 1987 | Тайбей | Килим    | Енн Мінтер | 4–6, 1–6 |

### Парний розряд 10 (6–4)
| Легенда           |   |
| Grand Slam        | 0 |
| WTA Championships | 0 |
| Tier I            | 0 |
| Tier II           | 1 |
| Tier III          | 3 |
| Tier IV & V       | 1 |

| Титули за покриттям |   |
| Тверде              | 4 |
| Ґрунт               | 2 |
| Трава               | 0 |
| Килим               | 0 |

| Результат | Ранг | Дата             | Турнір                             | Покриття   | Партнер                 | Опоненти                              | Рахунок       |
| Перемога  | 1.   | 1 травня 1988    | Таранто, Італія                    | Ґрунт      | Андреа Бецнер           | Лаура Гарроне Гелен Келесі            | 6–1, 6–2      |
| Поразка   | 2.   | 22 травня 1988   | WTA Swiss Open, Швейцарія          | Ґрунт      | Марія Ліндстрем         | Крістіан Жоліссен Діанне Ван Ренсбург | 1–6, 3–6      |
| Поразка   | 3.   | 5 листопада 1989 | Індіанаполіс, USA                  | Тверде     | Лариса Савченко-Нейланд | Катріна Адамс Лорі Макніл             | 4–6, 4–6      |
| Перемога  | 4.   | 25 серпня 1991   | Скенектаді, New York, USA          | Тверде     | Рейчел Макквіллан       | Ніколь Арендт Шеннен Маккарті         | 6–2, 6–4      |
| Поразка   | 5.   | 9 лютого 1992    | Faber Grand Prix, Ессен, Німеччина | Килим      | Сабін Аппельманс        | Катарина Малеєва Барбара Ріттнер      | 5–7, 3–6      |
| Поразка   | 6.   | 16 лютого 1992   | Linz Open, Австрія                 | Тверде (i) | Раффаелла Реджі         | Міріам Ореманс Монік Кіне             | 6–4, 6–2      |
| Перемога  | 7.   | 29 серпня 1993   | Скенектаді, New York, USA          | Тверде     | Рейчел Макквіллан       | Флоренсія Лабат Барбара Ріттнер       | 4–6, 6–4, 6–2 |
| Перемога  | 8.   | 17 жовтня 1993   | Монпельє, Франція                  | Килим      | Мередіт Макґрат         | Жанетта Гусарова Домінік Монамі       | 3–6, 6–2, 7–6 |
| Перемога  | 9.   | 8 січня 1995     | Джакарта, Індонезія                | Тверде     | Іріна Спирля            | Лоранс Куртуа Нансі Фебер             | 6–2, 6–3      |
| Перемога  | 10.  | 30 вересня 1995  | China Open (теніс), Beijing, КНР   | Тверде     | Лінда Вілд              | Стефані Роттьєр Ван Ші-тін            | 6–1, 6–0      |

## Фінали ITF

### Одиночний розряд (3–0)
| Легенда         |
| --------------- |
| Турніри $50,000 |
| Турніри $10,000 |

| Результат | Ранг | Дата              | Турнір                   | Покриття | Опонент              | Рахунок  |
| --------- | ---- | ----------------- | ------------------------ | -------- | -------------------- | -------- |
| Перемога  | 1.   | 25 листопада 1985 | Telford, Велика Британія | Тверде   | Ніколе Мунс-Ягерман  | 6–3, 6–4 |
| Перемога  | 2.   | 3 березня 1986    | Стокгольм, Швеція        | Ґрунт    | Petra Tesarová       | 6–1, 6–0 |
| Перемога  | 3.   | 24 липня 1995     | Вальядолід, Іспанія      | Ґрунт    | Марія Санчес Лоренсо | 6–4, 6–2 |

### Парний розряд (1–3)
| Результат | Ранг | Дата              | Турнір                            | Покриття | Партнер        | Опоненти                             | Рахунок       |
| --------- | ---- | ----------------- | --------------------------------- | -------- | -------------- | ------------------------------------ | ------------- |
| Перемога  | 1.   | 5 серпня 1985     | Реда-Віденбрюк, Західна Німеччина | Ґрунт    | Зілке Маєр     | Белінда Борнео Лоррейн Ґрейсі        | 4–6, 7–6, 6–1 |
| Поразка   | 2.   | 28 жовтня 1985    | Пітерборо, Велика Британія        | Тверде   | Вілтруд Пробст | Регіна Райхртова Яна Новотна         | 7–5, 3–6, 4–6 |
| Поразка   | 3.   | 11 листопада 1985 | Квінз, Велика Британія            | Тверде   | Вілтруд Пробст | Christina Singer-Bath Petra Tesarová | 7–5, 4–6, 3–6 |
| Поразка   | 4.   | 3 березня 1986    | Стокгольм, Швеція                 | Ґрунт    | Зілке Маєр     | Гана Фукаркова Яна Новотна           | 4–6, 6–4, 3–6 |